# Werner Abrahamson
Werner Hans Frederik Abrahamson (født 10. april 1744 i Slesvig by, død 22. september 1812 i København) var en dansk forfatter og officer ved artilleriet.
Han var en meget produktiv forfatter indenfor forskellige retninger som lingvistik, runer, middelalderens litteratur og militærhistorie. Han udgav fortrinsvis sine tekster og afhandlinger i tidsskrifter som Minerva, Det Skandinaviske Litteraturselskabs Skrifter og De Antiquariske Annaler.
Sammen med Rasmus Nyerup og Knud Lyne Rahbek var han udgiver af det stort anlagte værk i fire bind Udvalgte danske Viser fra Middelalderen (1812-1814). Sammen med blandt andre Rahbek og biskop Balle medvirkede han i redaktionen af Evangelisk-kristelig Psalmebog (1798).
Han skrev desuden digte, folkesange og krigssange, fx i anledning af Slaget på Reden. Af hans mange viser kendes endnu Min Søn, om Du vil i Verden frem, saa buk.
Han deltog i fejden om Holger Danske, Holgerfejden, den lange og forbitrede kamp i litteraturen mod de i Danmark bosatte tyske, og hvortil Jens Baggesens Opera Holger Danske gav den tilfældige anledning.
I 1812 udgav han en dansk sproglære for tyskere, Dänische Sprachlehre für Deutsche.
14. februar 1770 blev han optaget i frimurerlogen Joshua i Kolding.
Han var den første leder af Det Kongelige Garnisonsbibliotek efter dets oprettelse i 1785.